# Гранитная степь
Гранитная степь (укр. Гранітний степ) — ботанический заказник общегосударственного значения на Украине. Расположен в пределах Кропивницкого района Кировоградской области, между селами Ивановка и Александровка. Занимает территорию 13,3 га. Образован в соответствии с Указом Президента Украины от 12 сентября 2005 года № 1238/2005. Создан с целью охраны части балки (в долине реки Боковеньки) с обнажениями гранитов, гротами и хорошо сохранившейся степной растительностью. Среди растений, встречающихся в заказнике — ковыль-волосатик, ковыль Лессинга, прострел луговой и астрагал шерстистоцветковый.